# 利奧塔爾冰川
利奧塔爾冰川（英語：Liotard Glacier），是南極洲的冰川，位於阿黛利地，長11公里、寬6公里，根據美國海軍拍攝的空中照片繪入地圖，現時由南極條約體系管理。